# Supa Strikas

Cool Joe (trái), Shakes (giữa) và Rasta Khiêu Vũ (phải).

Supa Strikas (Tiếng Anh: Supa Strikas hay Super Estrikas) là một series phim hoạt hình nói về đội bóng Supa Strikas, đội bóng mạnh nhất giải Super League. Bộ phim xoay quanh những câu chuyện trong và ngoài sân cỏ của nhân vật chính Shakes và các đồng đội của anh. Ngoài ra, Supa Strikas còn là truyện tranh, được xuất bản vào năm 2000 tại Cộng hòa Nam Phi, quê hương của loạt series.

## Các nhân vật

### Nhân vật chính

#### Shakes
Shakes (Số 10) là tiền đạo chính của Supa Strikas đồng thời cũng là người chơi nổi nhất đội. Anh có một bộ não sáng suốt, thông minh và một người bạn thân có mật danh là Spenza P.I (Spenza Private I). thường tự xưng là thám tử và giúp Shakes điều tra nhiều vụ việc liên quan đến thất bại của các cầu thủ. Với anh, đồng đội đã phối hợp với nhau theo một kế hoạch táo bạo. Nhưng những cái mà huấn luyện viên yêu cầu cho anh có thể đúng hoặc sai, có thể tạo ra vấn đề khó chịu cho cả đồng đội và cả huấn luyện viên. Chiêu thức ghi bàn của anh ấy là những cú sút xa, những pha móc bóng nhằm gây khó khăn cho thủ môn đối phương.

#### El Matador

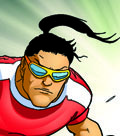
El Matador.

El Matador (Số                20) là một người sôi nổi,hài hước,anh ấy cũng khá nổi tiếng về khả năng nổi bật của mình. Lối chơi của anh ấy không ổn định và anh ấy thường chơi cá nhân trên sân đấu. El Matador yêu thích chơi cá nhân, đôi khi quên bóng đá là môn thể thao đồng đội. Giấc mơ của anh ấy là có được tượng của mình ở Strikaland. Biệt danh của anh ấy là đầu to. El Matador còn là cầu thủ duy nhất đeo mắt kính trong đội Supa Strikas.

#### Rasta Khiêu Vũ

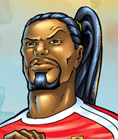
Rasta Khiêu Vũ.

Dancing Rasta (Số 9) là người luôn hoà thuận với cả đội ở cả ngoài sân cỏ. Anh ấy là đội trưởng dẫn dắt đội bóng,ở trung gian sân bóng,anh tiếp cận mọi tình huống bóng trên sân với sức mạnh vô cùng lợi hại.Anh là người Rastafarian nên luôn yêu chuộng hòa bình và công bằng ở mỗi trận bóng. Mỗi lần anh ấy leo lên núi thì có đồng đội theo cùng. Một khi anh ấy là thủ lĩnh thì cả đội luôn thể hiện được tinh thần đoàn kết số 1.

#### Cool Joe
Cool Joe  (Số 7) là cầu thủ chơi theo lối trơn tru bên phía cánh trái, anh ấy yêu những giai điệu trong chiếc đĩa của mình (DISCO) để lấy nhịp trước mỗi trận đấu. Trên sân, Joe là người hỗ trợ hoàn hảo cho cả đội vượt qua đối thủ và có biệt danh "The Crossing King" tức "Vua Chuyền Bóng "
Anh có bí quyết để chơi theo phong cách anh gọi là phong cách"Nhịp trơn tru" và đó là chiếc đĩa disco cổ điển anh nghe mỗi ngày.

#### Twisting Tiger

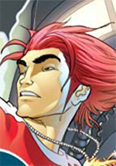
Twisting Tiger.

Twisting Tiger  (Số 16) là cầu thủ trung vệ tích cực và nhiệt tình nhất trên sân, Twisting Tiger có đôi chân cực kì nhanh nhẹn và lắt léo như một cơn lốc (có thể nói là rất nhanh) để vượt qua hàng tiền vệ. Trước đây cậu là cầu thủ nổi tiếng nhất châu Á (đội Nakama FC), anh là cầu thủ đắt giá nhất của Supa Strikas. Anh và người bạn Niko Chen luôn có quan hệ với nhau nhưng có một số vấn đề từ huấn luyện viên cũ, Ura Giri
.

#### The Blok

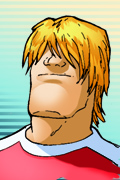
The Blok.

The Blok  (Số 55) là cầu thủ đến từ các Brislovia băng giá, là hậu vệ ít nói đá rất rắn của Strikas, khi anh nói các cầu thủ khác khó hiểu nổi những từ anh nói,nhưng Shakes lại hiểu tiếng của anh. Nhưng anh là một thành viên đáng tin cậy và tận tâm của đội do đó "Blok Tackle" đã trở thành nổi tiếng. Anh to gấp hai lần người thường, đối thủ phải có ít nhất hai người tham gia tấn công. Anh và toàn đội có rào cản ngôn ngữ nên anh thường nói bằng cử chỉ. Khi anh không ở trên sân cỏ, Blok thích thám hiểm, nơi anh có thể leo núi, trượt tuyết và nhảy dù, anh được tài năng khi là một đứa trẻ ở Brislovia băng giá. Anh còn có tên Da Blok. Anh là đứa em ruột của anh trai Attack.

#### North Shaw
North Shaw  (Số 8) là cầu thủ phòng ngự của Supa Strikas. Anh dành những ngày cuối tuần của mình để lướt sóng và ra bãi biển của anh, nơi anh bán hàng, ở đây anh cũng hay chơi Guitar. North Shaw có tốc độ rất nhanh - luôn luôn ở đúng nơi khi bóng đến. Kỹ năng trên không của anh là chưa tốt lắm.

#### Big Bo
Big Bo  (Số 1) là thủ môn đáng tin cậy của Supa Strikas'. Anh rất lớn và vạm vỡ lực lưỡng nên có thể cản phá trái bóng. Anh khiến các tiền đạo khiếp sợ, nhưng thực tế anh là một người đàn ông trong gia đình với một trái tim vàng không làm người khác đau lòng. Anh ấy không có điểm yếu.

#### Huấn luyện viên Ledige

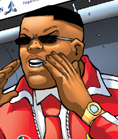
Huấn luyện viên Ledige.

Huấn luyện viên Ledige  Một trong những thành viên sáng lập của Supa Strikas, huấn luyện viên luôn luôn có mặt để cung cấp cho cầu thủ của mình những gì họ cần, cho dù đó là từ cảm hứng hay cách chơi cứng rắn. Ông ta nổi tiếng với "phương pháp đào tạo khác thường của mình", công thức huấn luyện độc đáo của mình cho sự thành công của đội. Luôn luôn đi trước một bước, huấn luyện các kỹ năng đã được mài dũa từ bé là một trong những phương pháp tốt nhất thế giới - và bây giờ ông làm việc để vượt qua kỹ năng của mình vào một thế hệ mới của các ngôi sao bóng đá. Đào tạo những phương pháp cổ xưa và máy móc hiện đại để cải thiện những cầu thủ dự bị hoặc chính thức để thể hiện sự tiến bộ và thông minh. Ông đã từng là cầu thủ bóng đá chuyên nghiệp của chính đội bóng ông đang dẫn dắt (số 11). Đội bóng của ông hiện tại là nhà ĐKVĐ giải Super League (trước các đội bóng khác như Azul, Colossus, Orion, Palmentiary, Invincible United, Iron Tank,.....). Các kỹ năng ông đã dạy cho chính đội bóng ông đang phát triển mạnh mẽ (rèn kỹ năng sút phạt, tập luyện trên rừng với người bạn cũ,.....)

### Nhân vật phụ

#### The boss
Rất ít khi xuất hiện. Ông là người quản lý của huấn luyện viên và là người xây dựng lên Strikaland. Luôn luôn che giấu bản thân mình.
Ông rất muốn cho Big Bo làm đội trưởng Strikas

#### Skarra
Skarra  là tiền đạo mang áo số 10 của đội Invincible United. Skarra đã từng là bạn rất thân của Shakes, bây giờ là đối thủ của Shakes. Anh luôn luôn muốn chơi cho Supa Strikas, nhưng anh không bao giờ được chọn và luôn muốn trả thù! Anh nói "Sẽ không bao giờ tôi bỏ cuộc, KHÔNG BAO GIỜ!!"anh rất gian xảo cùng với HLV Vince

#### Johann Uber
Johann Uber  là tiền đạo mang áo số 10 của đội Iron Tank FC. Nơi ở của anh ở một doanh trại quân đội ở Iron Tank, The Fortress. Anh luôn gặp ác mộng về huấn luyện viên của anh, Đô đốc von Push-up, người anh sợ nhất. Mỗi ngày anh ăn khoảng 16 quả trứng, đôi khi anh còn làm đầu bếp.Anh rất nóng nảy nhưng cũng hay tự ái. Kể cả có Thor của đội bóng lên hỗ trợ thì anh ấy chỉ luôn ghi bàn cho cá nhân chứ không phải cho đồng đội.

#### Miko Chen
Miko Chen  là tiền đạo mang áo số 9 của đội FC Nakama. Anh là bạn cũ của Twisting Tiger (họ đã từng là đồng đội với nhau). Anh rất đẹp trai và trong tập đấu với Supa Strikas với tư cách là thành viên của đội Những ngôi sao, anh đã chơi rất tốt và mỗi lần đấu với strikas anh lại sinh tính ác. Ngoài ra anh còn có quan hệ khác nhau với huấn luyện viên Uraigury

#### Meda
Meda  là tiền đạo mang áo số 10 của đội Club Orion. Đội của anh được đào tạo trong một phòng không trọng lực tại sân sau nhà anh. Anh luôn mơ ước trở thành phi hành gia. Anh không bao giờ ăn trước trận đấu 1 ngày vì nó làm anh nặng lên. Huấn luyện viên của đội anh là Black

#### Don Aldo
Don Aldo  là tiền đạo mang áo số 10 của đội Club Palmentieri. Anh là một cầu thủ đẳng cấp thế giới tại giải đấu bóng đá bãi biển và là một nhà vô địch. Anh có điệu múa như một nhà chuyên nghiệp (nhưng anh không có một bài học!). Anh luôn ở trong xe lửa trong rừng Amazon với đồng đội của mình và huấn luyện viên lập dị của họ.

#### De Los Santos
De Los Santos  là thủ môn mang áo số 1 của đội The Azul. Anh là thủ môn lớn nhất trong lịch sử Super League!Anh là thủ môn khổng lồ và không có nhiều điểm yếu. Anh ấy là hậu duệ của một bộ tộc Aztec ở Qetzlqazl, Mexico. Anh tin rằng tinh thần của tổ tiên của mình giúp anh ta qua mỗi trận đấu.

#### Chuck T. Chipperson
Chuck T. Chipperson  là tiền đạo mang áo số 7 của đội FC Technicali. Trước kia anh đã từng là đầu bếp nhưng bỏ việc và theo sự nghiệp bóng đá. Anh có rất nhiều bạn bè robot (theo những gì anh ấy nói). Mọi người coi phong cách của anh làm cho anh ta trông giống Android mất. Với HLV của anh, nhà phát minh Tony Vern thì anh không đồng lòng với huấn luyện viên đó.

## Bài hát trong phim
- Supa Strikas Theme Song [16]